# ايمانويل رومان
ايمانويل رومان (بالفرنسية: Emmanuel Roman)‏ هو شخصية أعمال وكبير الإداريين التنفيذيين فرنسي، ولد في أغسطس 1963 في باريس في فرنسا.